# Edith Gräfl
Edith Gräfl (* 7. November 1955 in Mainz) ist eine deutsche Juristin. Sie war von Februar 1998 bis Juni 2010 Richterin am Bundesarbeitsgericht und von Juli 2010 bis August 2021 Vorsitzende Richterin am Bundesarbeitsgericht.

## Leben
Edith Gräfl schloss ihre juristische Ausbildung 1981 mit dem Zweiten Staatsexamen in Stuttgart ab. Hiernach war sie zunächst als Rechtsanwältin tätig, wurde aber bereits Ende 1982 auf eine Stelle bei der Staatsanwaltschaft am Landgericht Heidelberg als Richterin auf Probe berufen. Sie wurde allerdings mit der Einstellung an das Arbeitsgericht Mannheim (Kammer Heidelberg) abgeordnet. Anfang 1985 wurde sie an das Arbeitsgericht Stuttgart versetzt und dort im August desselben Jahres zur Richterin am Arbeitsgericht ernannt. Im Januar 1994 wechselte sie aus der baden-württembergischen in die sächsischen Arbeitsgerichtsbarkeit. Sie war dort zunächst aufsichtsführende Richterin am Arbeitsgericht Chemnitz und wurde gleichzeitig an das Landesarbeitsgericht Sachsen abgeordnet. Im Januar 1995 wurde sie Vorsitzende Richterin am Sächsischen Landesarbeitsgericht.
Im Februar 1998 wurde Edith Gräfl zur Richterin am Bundesarbeitsgericht berufen. Sie begann ihre richterliche Tätigkeit dort im 6. Senat des Bundesarbeitsgerichts. 2002 wurde sie dem 7. Senat zugeteilt und wurde später stellvertretende Vorsitzende dieses Senates. Sie wurde 2008 zur Präsidentin des Deutschen Arbeitsgerichtsverbandes e. V. gewählt. Im Juli 2010 wurde sie zur Vorsitzenden des 3. Senat des Bundesarbeitsgerichts ernannt. Zum 1. Oktober 2014 wechselte sie als Vorsitzende in den 7. Senat des Bundesarbeitsgerichts. Am 31. August 2021 trat Gräfl in den Ruhestand.